# 金塔克语
金塔克语是一种分布在马来西亚和泰国的南亚语系亚斯里语支语言。使用者人数仅有110人左右，且还在减少。